# Germanium-70
Germanium-70 of 70Ge is een stabiele isotoop van germanium, een metalloïde. Het is een van de vijf stabiele isotopen van het element, naast germanium-72, germanium-73, germanium-74 en germanium-76. De abundantie op Aarde bedraagt 20,84%.
Germanium-70 ontstaat onder meer bij het radioactief verval van zink-70, gallium-70 en arseen-70.
58Ge · 59Ge · 60Ge · 61Ge · 62Ge · 63Ge · 64Ge · 65Ge · 66Ge · 67Ge · 67m1Ge · 67m2Ge · 68Ge · 69Ge · 69m1Ge · 69m2Ge · 70Ge · 71Ge · 71mGe · 72Ge · 72mGe · 73Ge · 73m1Ge · 73m2Ge · 74Ge · 75Ge · 75m1Ge · 75m2Ge · 76Ge · 77Ge · 77mGe · 78Ge · 79Ge · 79mGe · 80Ge · 81Ge · 81mGe · 82Ge · 83Ge · 84Ge · 85Ge · 86Ge · 87Ge · 88Ge · 89Ge · 90Ge